# 鍛冶屋のヴァクーラ
『鍛冶屋のヴァクーラ』（ロシア語: Кузнец Вакула）作品14は、ピョートル・チャイコフスキーが作曲した全3幕（8場）のオペラ。リブレットはヤーコフ・ポロンスキーの執筆で、ニコライ・ゴーゴリの短編集『ディカーニカ近郷夜話』からの1篇「クリスマス・イヴ」に基づいている。リブレットはもともと作曲家のアレクサンドル・セローフのために書かれたものであったが、彼はこの題材によるオペラを断片の状態で残したまま1871年にこの世を去っている。

## 作曲の経緯
本作は1874年の6月から8月21日にかけて書き進められた。作曲に着手したのはハルキウ州ニズィでの休暇中であり、ウソヴォで完成されている。作品は1873年に逝去したロシア大公妃エレナ・パヴロヴナの想い出へと捧げられている。チャイコフスキーは匿名で本作の楽譜を「芸術は永遠、人生は短い」をモットーに掲げるコンクールに提出し、勝利を収めて1500ルーブルの賞金を獲得した。

## 演奏史
初演は1876年12月6日（ユリウス暦 11月24日）にサンクトペテルブルクのマリインスキー劇場において、エドゥアルド・ナープラヴニークの指揮によって行われた。舞台監督はゲンナジー・コンドラーチェフ、舞台美術はミハイル・ボチャロフとマトヴェイ・シシコフが手掛けた。
本作の上演史は短い。マリインスキー劇場で数シーズンにわたり計18回の上演が行われたものの、チャイコフスキーは他の劇場での上演を許可しなかったのである。本作に満足できなかった彼は、1885年に手を加えて『チェレヴィチキ』へと改作している。

## 配役

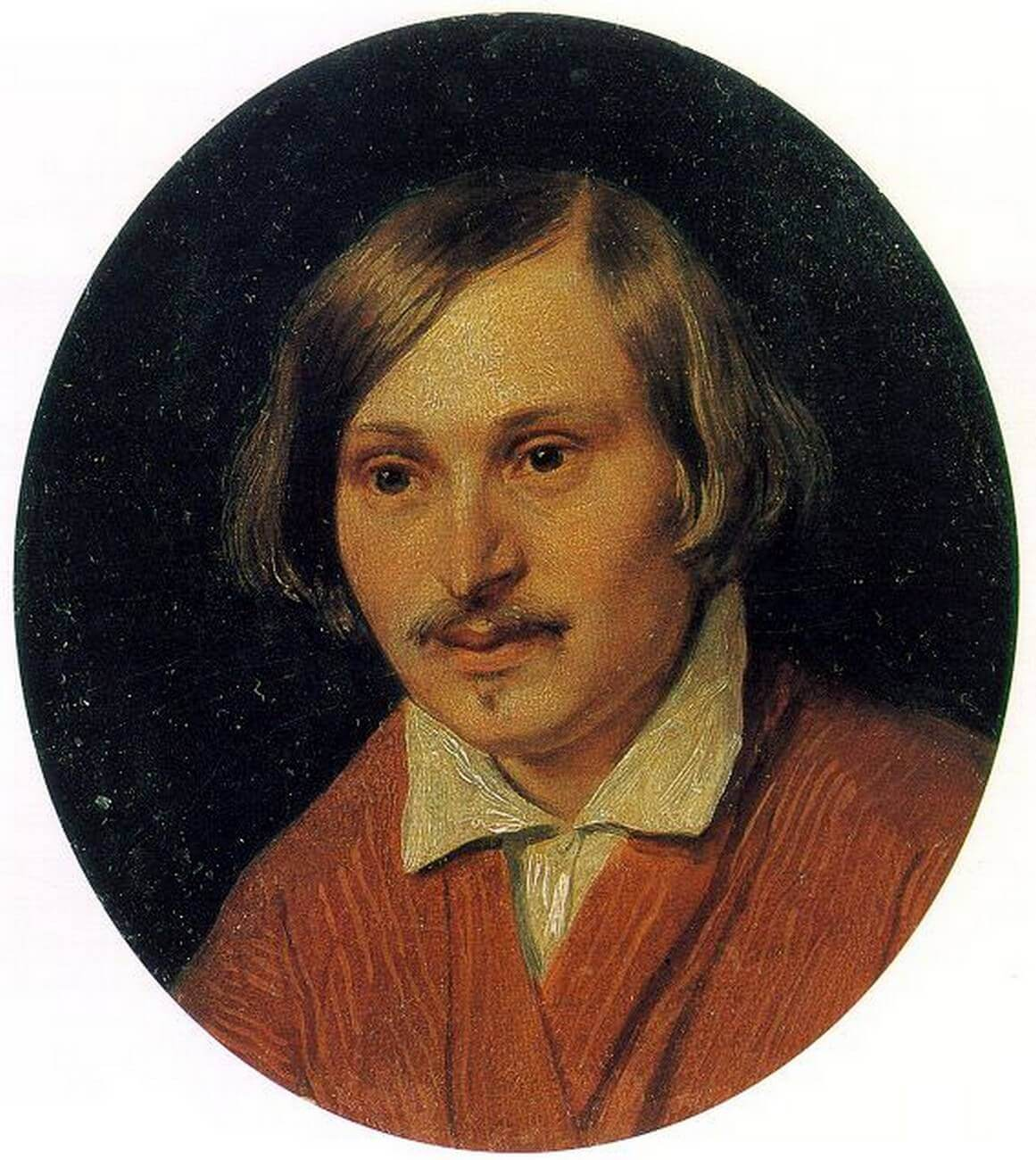
ニコライ・ゴーゴリ

| 人物名 | 声域         | 初演 サンクトペテルブルク 1876年12月6日（ユリウス暦 11月24日） （指揮：エドゥアルド・ナープラヴニーク） |
| --- | ------------ | --- |
| ヴァクーラ 「鍛冶屋」 | テノール     | フョードル・ペトロヴィチ・コミサルジェフスキー                                                          |
| ソローハ 「ヴァクーラの母、魔女」 | メゾソプラノ | アンナ・ビチュリナ                                                                                      |
| 地獄の悪魔 「空想上の人物」 | バス         | イヴァン・メルニコフ                                                                                    |
| チュブ 「老いたコサック」 | バス         | I.マッチンスキー                                                                                        |
| オクサナ 「チュブの娘」 | ソプラノ     | ヴィルヘルミナ・ラーブ                                                                                  |
| パン・ゴローヴァ | バス         | オシップ・ペトロフ                                                                                      |
| パナス 「チュブの仲間」 | テノール     | V.ヴァシリーエフ                                                                                        |
| 教師 | テノール     | N.フォン・デルフィツ                                                                                    |
| 殿下 | バス         | フョードル・ストラヴィンスキー                                                                          |
| 司会 | バス         | |
| 出席者 | テノール     | パーヴェル・デュジコフ                                                                                  |
| 老いたコサック | バス         | |
| 森のゴブリン | バス         | |
| 合唱、歌唱なし：若い男たち、若い女たち、年寄りたち、グースリ奏者たち、ルサールカたち、木霊たち、エーコー、精霊たち、宮中の女中たちと侍従たち、ザポロジアン・コサックたち |              | |

## 楽器編成
ピッコロ、フルート2、オーボエ2、クラリネット2（B♭とA）、ファゴット2、ホルン4（F）、トランペット2（FとE）、トロンボーン3、テューバ、ティンパニ、トライアングル、タンブリン、シンバル、大太鼓、ハープ、弦五部、（舞台外に）吹奏隊。

## あらすじ
- 時代：18世紀の終わり
- 場所：ウクライナのディカーニカ（英語版）とサンクトペテルブルク

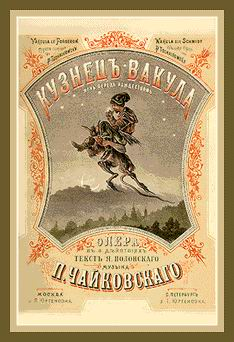
『鍛冶屋のヴァクーラ』 印刷譜の表紙

魔女である未亡人のソローハは月を盗もうという悪魔へ手を貸すことに同意する。悪魔は彼を嘲笑うような肖像を描いたソローハの息子ヴァクーラに苛立っている。決心した悪魔は、雪嵐を起こしてヴァクーラが愛するオクサナに会えないようにする。嵐が吹き荒れる中、ソローハは空に駆け上がり月を盗み、オクサナの父であるチュブと助祭は道に迷ってしまう。オクサナはひとり寂しく家で待っている。彼女は様々な気分になり、音楽はその心境をなぞって次第に速度を増してくる。そこへヴァクーラが入ってきて、自らを称える彼女を目にする。彼女はヴァクーラをからかい、彼は彼女を愛していると伝える。チュブが嵐から帰ってくるが、それをチュブだと思わなかったヴァクーラは彼に殴りつけて追い返してしまう。一部始終を目にしたオクサナは取り乱してヴァクーラを送り返す。村の若者がウクライナのクリスマス・キャロルを歌いながら周囲に現れる。オクサナは自分がまだヴァクーラを愛していることに気付く。最初のシーンでは助祭、チュブと悪魔の3人が次々とソローハを誘惑しにかかり、彼女の小屋で袋に閉じ込められる羽目になる。ヴァクーラはその重い袋を締めて、引きずって捨てようとする。外では3つの合唱隊が争っている。オクサナは自分のために女帝の靴を手に入れなければ、ヴァクーラとは結婚しないと言って彼に恥をかかせる。走り去るヴァクーラは自ら命を絶ってしまいそうである。彼は袋のうち1つを持ち、2つを残していく。残された袋には助祭とチュブが入っていた。
森の精霊が水の精にヴァクーラが近づいてくる、彼は自死するつもりであると注意を促す。悪魔がヴァクーラの袋から飛び出し、オクサナをヴァクーラのものにする対価として彼の魂を手に入れようとする。しかしヴァクーラは悪魔の背中によじ登り、そのまま悪魔をサンクトペテルブルクへ向かわせる。ヴァクーラを女帝の宮殿で降ろした悪魔は暖炉の中へと消えていく。ヴァクーラは女帝に謁見しに向かうコサックの一団に紛れ込む。円柱の広間で合唱隊が女帝を称えるポロネーズを歌っている。ヴァクーラは女帝の靴をメヌエットを踊るためにと要望し、風変りで面白い願いであったために認められる。ロシアとコサックの踊りが始まると悪魔がヴァクーラを連れてその場を去る。続く場面はクリスマスの朝の町の広場から始まる。ソローハとオクサナはヴァクーラが投身自殺したものと考え、彼のことを嘆き悲しんでいる。村人がオクサナをクリスマスの饗宴へと誘うが、彼女は涙を流しつつ走り去る。ヴァクーラが靴を手に戻ってきて、チュブに殴ったことを謝罪するとともにオクサナと結婚させてほしいと申し出る。オクサナが現れ、自分が欲しいのは馬鹿げた靴ではなくヴァクーラなのだと伝える。チュブはリュート奏者を呼び、皆が祝福する。

## 作曲者自身の見解
- 「私の思考は全て愛する我が子、愛しの『鍛冶屋のヴァクーラ』へ向けられています。私がどれだけ彼を愛しているか想像もつかないでしょう！もしこの作品で成功を収めることができなければ、私はきっと気が狂ってしまうのではないかと思われます[1]。」
- 「2つの基本的な欠点があります。ひとつ目は『ヴァクーラ』の様式がオペラ的でなく、交響楽的であるということ。ふたつ目は音楽と舞台上で行われていることが調和していないということです（中略）しかし『ヴァクーラ』の音楽は、主題と和声の両面においてほぼ例外なく気高く美しいのです[2]。」

## 関連作品
※チャイコフスキーは1874年にいくつかの楽曲をピアノ伴奏歌曲、もしくはピアノ4手用に編曲している。
- ミコラ・リセンコ： オペラ『クリスマスの夜』（1872年-1883年）
- チャイコフスキー： オペラ『チェレヴィチキ』（1885年）
- ニコライ・リムスキー＝コルサコフ： オペラ『クリスマス・イヴ』（1895年）